# Арчето (Ређо Емилија)
Арчето (итал. Arceto) је насеље у Италији у округу Ређо Емилија, региону Емилија-Ромања.
Према процени из 2011. у насељу је живело 4285 становника. Насеље се налази на надморској висини од 75 м.